# Sestav šestih pentagramskih križnih antiprizem
Sestav šestih pentagramskih križnih antiprizem  je v geometriji sestav uniformnih poliedrov   s simetrično razporeditvijo šestih pentagramskih križnih antiprizem. Lahko jo dobimo tako, da včrtamo veliki ikozaeder v eno pentagramsko križno antiprizmo na enega izmed šestih načinov. Nato še zavrtimo vsako za 36º okoli osi, ki teče skozi središče dveh nasprotnih pentagramskih stranskih ploskev. Ima enaka oglišča kot sestav šestih petstranih antiprizem.

Sklic v preglednici na desni se nanaša na seznam sestavov uniformnih poliedrov. 

## Kartezične koordinate
Kartezične koordinate oglišč so vse ciklične permutacije vrednosti:
(±(3−4τ−1), 0, ±(4+3τ−1))
(±(2+4τ−1), ±τ−1, ±(1+2τ−1))
(±(2−τ−1), ±1, ±(4−2τ−1))
kjer τ = (1+√5)/2 je zlati rez, ki ga včasih pišemo kot φ.

## Vir
- Skilling, John (1976), »Uniform Compounds of Uniform Polyhedra«, Mathematical Proceedings of the Cambridge Philosophical Society, 79: 447–457, doi:10.1017/S0305004100052440, MR 0397554.